# Месторождение имени Корчагина

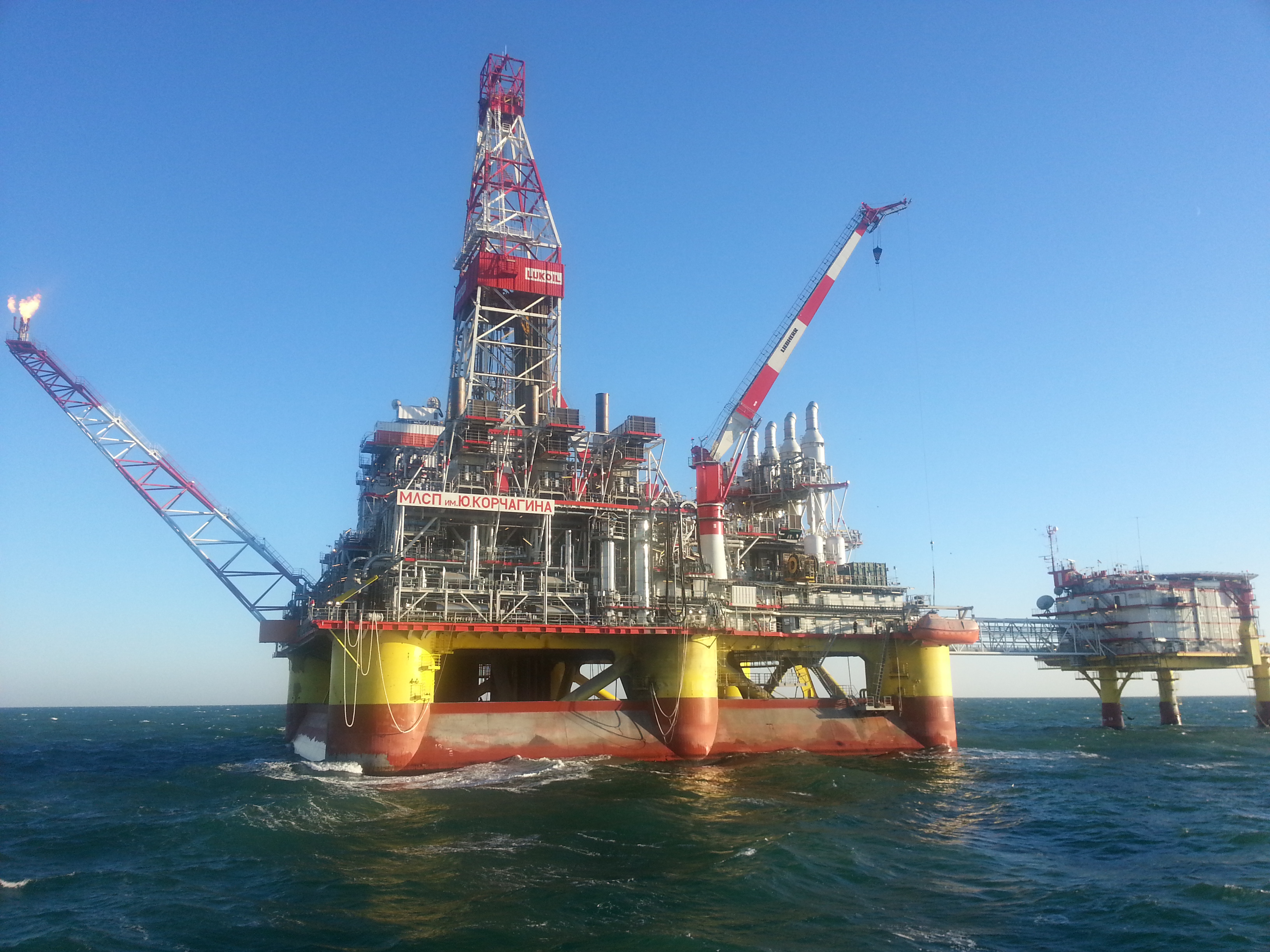
Морская ледостойкая стационарная платформа и платформа жилого модуля (справа) на месторождении Корчагина

Месторождение имени Юрия Корчагина — нефтегазоконденсатное месторождение в России. Расположено в северной части акватории Каспийского моря в 180 км от Астрахани и 240 км от Махачкалы. Глубина моря на участке — 11—13 м. Открыто в 2000 году.
Запасы по категориям 3Р составляют 500 млн барр. нефтяного эквивалента, что в натуральном выражении составляет 86 млрд м³ газа и 53 млн тонн нефти.
Оператором месторождения является «Лукойл».

## История разработки
Обустройство месторождения вела компания Лукойл-Нижневолжскнефть в рамках Каспийского проекта нефтяной компании «Лукойл». Буровые работы и добыча нефти на шельфе Каспия связана с техническими трудностями: Каспийское море (озеро) не имеет связи с мировым океаном. В связи с чем затруднительно транспортировать в него морские жилые и промышленные модули. Поэтому их приходилось строить на месте. Кроме того, нефть залегает на глубине около 4 км и по своему составу трудноизвлекаема: ее высокая плотность (удельный вес — 0,95 г/см³) позволяет отнести её по ГОСТу 2002 года к битуминозной нефти, которую можно выкачать специальной установкой, а не станком-качалкой. При извлечении из этой нефти мазута остается массивный солевой осадок, а получаемый битум содержит много парафина. Работа в дельте Волги обусловила строгие экологические требования — принцип так называемого нулевого сброса предполагает сбор всех технологических отходов в контейнеры и вывоз их на материк с дальнейшей переработкой. Всё это объясняет, какие проблемы пришлось решить при разработке технологии нефтедобычи на Каспии и создании необходимой для этого инфраструктуры.
Именно это было сделано и отработано при запуске месторождения имени Ю. Корчагина в эксплуатацию 28 апреля 2010 года. Отлаженная здесь технология затем стала использоваться в уже более крупных масштабах на месторождении им. В. Филановского.

## Наименование
Месторождение названо в честь Юрия Сергеевича Корчагина (1932—2000) — секретаря-руководителя аппарата Совета директоров ОАО «Лукойл».